# Deron Winn
Deron Andrew Winn (Liberty, 13 de junho de 1989) é um lutador americano de artes marciais mistas, atualmente competindo no peso médio do Ultimate Fighting Championship.

## Carreira no MMA

### Ultimate Fighting Championship
Winn fez sua estreia no UFC contra Eric Spicely no dia 22 de junho de 2019 no UFC Fight Night: Moicano vs. Korean Zombie. Ele venceu por decisão unânime.
Winn enfrentou Darren Stewart em 18 de outubro de 2019 no UFC on ESPN: Reyes vs. Weidman. Ele perdeu por decisão dividida.
Winn enfrentou Gerald Meerschaert em 7 de março de 2018 no UFC 248: Adesanya vs. Romero. Ele perdeu por finalização no terceiro round.

## Cartel no MMA
| Cartel no MMA   |            |            |
| 9 lutas         | 7 vitórias | 2 derrotas |
| Por nocaute     | 4          | 0          |
| Por finalização | 0          | 1          |
| Por decisão     | 3          | 1          |

| Res.    | Cartel | Oponente           | Método                   | Evento                                     | Data       | Round | Tempo | Local                       | Notas                                                 |
| ------- | ------ | ------------------ | ------------------------ | ------------------------------------------ | ---------- | ----- | ----- | --------------------------- | ----------------------------------------------------- |
| Vitória | 7-2    | Antônio Arroyo     | Decisão (unânime)        | UFC Fight Night: Thompson vs. Neal         | 19/12/2020 | 3     | 5:00  | Las Vegas, Nevada           |                                                       |
| Derrota | 6–2    | Gerald Meerschaert | Finalização (mata-leão)  | UFC 248: Adesanya vs. Romero               | 07/03/2020 | 3     | 2:13  | Las Vegas, Nevada           | Winn testou positivo para anfetaminas.                |
| Derrota | 6–1    | Darren Stewart     | Decisão (dividida)       | UFC on ESPN: Reyes vs. Weidman             | 18/10/2019 | 3     | 5:00  | Boston, Massachusetts       | Luta no peso casado (188 lbs); Winn não bateu o peso. |
| Vitória | 6–0    | Eric Spicely       | Decisão (unânime)        | UFC Fight Night: Moicano vs. Korean Zombie | 22/06/2019 | 3     | 5:00  | Greenville, Carolina do Sul | Estreia nos Mediós; Luta da Noite.                    |
| Vitória | 5–0    | Tom Lawlor         | Decisão (unânime)        | Golden Boy Promotions: Liddell vs. Ortiz 3 | 24/11/2018 | 3     | 5:00  | Inglewood, California       |                                                       |
| Vitória | 4–0    | Ahmed White        | Nocaute técnico (sócios) | Bellator 199                               | 12/05/2018 | 1     | 2:32  | San José, California        |                                                       |
| Vitória | 3–0    | Cody Sons          | Nocaute técnico (socos)  | URCC 32 Fury: Battle of the Islands        | 30/09/2017 | 1     | 1:57  | San Mateo, California       |                                                       |
| Vitória | 2–0    | Deven Fisher       | Nocaute técnico (socos)  | LFA Fight Night 1                          | 05/05/2017 | 1     | 1:40  | Sioux Falls, Dakota do Sul  |                                                       |
| Vitória | 1–0    | Mike Morales       | Nocaute técnico (socos)  | Conquer Fighting Championship 3            | 18/03/2017 | 1     | 0:28  | Richmond, California        | Estreia nos Meio-Pesados.                             |